# Chlorolestes umbratus
Chlorolestes umbratus е вид водно конче от семейство Synlestidae. Видът не е застрашен от изчезване.

## Разпространение
Разпространен е в Южна Африка (Западен Кейп и Източен Кейп).